# Josef Odložil
Josef Odložil (ur. 11 listopada 1938 w Otrokovicach, zm. 10 września 1993 w Ołomuńcu) – czeski lekkoatleta specjalizujący się w biegach średnich, który reprezentował Czechosłowację.
Dwukrotny uczestnik igrzysk olimpijskich w biegu na 1500 metrów – Tokio 1964 (srebrny medal z czasem 3:39,6) oraz Meksyk 1968 (8. miejsce). Dwukrotny uczestnik mistrzostw Europy – Belgrad 1962 oraz Budapeszt 1966. W obu występach nie odniósł sukcesów. W roku 1967 wywalczył srebrny krążek europejskich igrzysk halowych. Wielokrotny mistrz Czechosłowacji. Reprezentant kraju w pucharze Europy oraz w meczach międzypaństwowych – także przeciwko Polsce. Po zakończeniu kariery pracował jako trener, m.in. w Meksyku. W latach 1968–1987 był żonaty z Věrą Čáslavską. W latach 1992–1993 był członkiem Policyjnego Kontyngentu ONZ w Iraku (United Nations Guard Contingent in Iraq – UNGCI). Po powrocie do Czech zmarł w wyniku obrażeń doznanych w bójce ze swoim 19-letnim synem w barze.
Rekord życiowy: 3:37,6 (1966 r.). Od 1994 w Pradze rozgrywany jest Memoriał Josefa Odložila.